# Perfis UML
Os perfis UML constituem um mecanismo de extensão do padrão UML. Perfis não são considerados um 
mecanismo de extensão de primeira classe, dado que não permitem a modificação de metamodelos 
existentes, em vez disso, possibilitam a adaptação de um metamodelo existente adicionando 
construções específicas de um domínio, plataforma ou método em particular.

## Aplicação
Um perfil estende, com uma finalidade bem específica, um subconjunto de UML, adaptando-o de 
acordo com a necessidade. Exceto para as pessoas envolvidas com o design de metamodelos, 
raramente se cria um novo perfil. Em vez disso, é mais comum que se use um perfil criado 
para um propósito específico , como, por exemplo, para modelar elementos de 
Programação orientada a aspecto.